# 3240 Лаокон
3240 Лаокон (енгл. 3240 Laocoon) је Јупитеров тројански астероид са средњом удаљеношћу од Сунца која износи 5,245 астрономских јединица (АЈ).
Апсолутна магнитуда астероида је 10,0.